# Черейский сельсовет
Черейский сельсовет — упразднённая административная единица на территории Чашникского района Витебской области Республики Беларусь.

## Состав
Черейский сельсовет включал 7 населённых пунктов:
- Белая Церковь — деревня
- Березки — деревня
- Болюто — деревня
- Гора — деревня
- Константиново — деревня
- Новоземово — деревня
- Черея — деревня